# Severino Pelayo
Severino Miguel Pelayo (* 8. Januar 1934 in Candaba; † 26. Februar 1995) war ein philippinischer Geistlicher und römisch-katholischer Militärbischof der Philippinen.

## Leben
Severino Pelayo empfing am 23. März 1958 durch den Bischof von Lipa, Alejandro Olalia, das Sakrament der Priesterweihe.
Am 19. Dezember 1985 ernannte ihn Papst Johannes Paul II. zum Titularbischof von Bilta und zum Militärvikar der Philippinen. Der Apostolische Nuntius auf den Philippinen, Erzbischof Bruno Torpigliani, spendete ihm am 8. Januar 1986 die Bischofsweihe; Mitkonsekratoren waren der Weihbischof in Manila, Manuel Sobreviñas, und der Bischof von Urdaneta, Pedro Magugat MSC. Severino Pelayo wählte den Wahlspruch Deus est in omni tempore („Gott ist in jeder Zeit“). Am 21. Juli 1986 wurde Pelayo infolge der Erhebung des Philippinischen Militärvikariats zum Militärordinariat erster Militärbischof der Philippinen.